# Фоллет, Мэри Паркер
Мэ́ри Па́ркер Фо́ллетт (3 сентября 1868 — 18 декабря 1933) — американский социолог и консультант по вопросам управления и первопроходец в области теории организаций и организационного поведения. Она также является автором ряда книг и многочисленных эссе, статей и речей о демократии, человеческих отношениях, политической философии, психологии, организационного поведения и разрешении конфликтов.

## Биография
Фоллетт родилась в штате Массачусетс и провела большую часть своей ранней жизни там. В сентябре 1885 года она поступила в общество Анна Тикнор В 1898 году окончила колледж Рэдклифф, но получила отказ доктора в Гарварде при приёме на работу на том основании, что она была женщиной.

## Хоторнские исследования
Мэри Фоллетт (наряду с Элтоном Мейо) являлась одним из инициаторов исследований в городе Хоторн, близ Чикаго (штат Массачусетс). Компания Вестерн Электрик столкнулась с фактом понижения производительности труда сборщиц реле. Длительные исследования (до приглашения Мейо) не привели к удовлетворительному объяснению причин. Тогда в 1928 г. был приглашён Мейо, который и поставил свой эксперимент, первоначально имеющий целью выяснить влияние на производительность труда такого фактора, как освещённость рабочего помещения. Эксперименты в Хоторне в общей сложности длились с 1924 по 1932 г., в них чётко обозначены различные этапы, но здесь воспроизведена лишь основная схема эксперимента. В выделенных Мейо экспериментальной и контрольной группах были введены различные условия труда: в экспериментальной группе освещённость увеличивалась и обозначался рост производительности труда, в контрольной группе при неизменной освещённости производительность труда не росла. На следующем этапе новый прирост освещённости в экспериментальной группе дал новый рост производительности труда; но вдруг и в контрольной группе — при неизменной освещённости — производительность труда также возросла. На третьем этапе в экспериментальной группе были отменены улучшения освещённости, а производительность труда продолжала расти; то же произошло на этом этапе и в контрольной группе.
Эти неожиданные результаты заставили Мейо и Фоллетт модифицировать эксперимент и провести ещё несколько добавочных исследований: теперь изменялась уже не только освещённость, но значительно более широкий круг условий труда (помещение шести работниц в отдельную комнату, улучшение системы оплаты труда, введение дополнительных перерывов, двух выходных в неделю и т. д.). При введении всех этих новшеств производительность труда повышалась, но, когда по условиям эксперимента, нововведения были отменены, она, хотя и несколько снизилась, осталась на уровне более высоком, чем первоначальный.
Они предположили, что в эксперименте проявляет себя ещё какая-то переменная, и посчитали такой переменной сам факт участия работниц в эксперименте: осознание важности происходящего, своего участия в каком-то мероприятии. Внимание к себе привело к большему включению в производственный процесс и росту производительности труда, даже в тех случаях, когда отсутствовали объективные улучшения. Мейо истолковал это как проявление особого чувства социабильности — потребности ощущать себя «принадлежащим» к какой-то группе. Второй линией интерпретации явилась идея о существовании внутри рабочих бригад особых неформальных отношений, которые как раз и обозначились, как только было проявлено внимание к нуждам работниц, к их личной «судьбе» в ходе производственного процесса. Был сделан вывод не только о наличии наряду с формальной ещё и неформальной структуры в бригадах, но и о значении последней, в частности, о возможности использования её как фактора воздействия на бригаду в интересах компании. Не случайно впоследствии именно на основании рекомендаций, полученных в Хоторнском эксперименте, возникла особая доктрина «человеческих отношений», превратившаяся в официальную программу управления и преподаваемая ныне в качестве учебной дисциплины во всех школах бизнеса.

## Смерть
Мэри Паркер Фоллетт умерла 18 декабря 1933 года.

## Вклад М. П. Фоллетт в науку менеджмента
Мэри Паркер Фоллетт признала целостный характер сообщества и выдвинула идею «взаимные отношения» в понимании динамических аспектов личности в отношениях с другими. Фоллетт выдвинула принцип того, что она называет «интеграция», или некоэрцитивное разделение власти на основе использования её понятием «власть с», а не «власть над». Её идеи относительно ведения переговоров, власти и участия работников были очень влиятельными в развитии области организационных исследований, альтернативных методов разрешения споров, и правозащитного движения отношений.
Фоллетт внесла большой вклад в социальную психологию. Её подход к разрешению конфликта — понять его как механизм разнообразия и возможность разработки комплексных решений, а не просто компромисс. Она также была пионеркой в создании общинных центров.